# Phosphate de fer
Un phosphate de fer est un phosphate du fer à l'état d'oxydation +II ou +III (un sel de fer de l'acide phosphorique), anhydre ou hydraté. Il existe aussi des phosphates mixtes, du fer et d'un ou plusieurs autres éléments.
Dans la nature on connaît plusieurs minéraux ayant la composition d'un phosphate de fer (dans lequel le fer peut être partiellement remplacé par d'autres éléments métalliques) et d'autres qui ont la composition d'un phosphate d'un autre élément, mais dans lesquels cet élément est partiellement remplacé par du fer.

## Phosphates de fer(II)
On connaît plusieurs phosphates de fer dans lesquels le fer est à l'état d'oxydation +II :
- le phosphate de fer(II) anhydre, Fe3(PO4)2 ;
- le phosphate de fer(II) tétrahydraté, Fe3(PO4)2·4 H2O ;
- le phosphate de fer(II) octohydraté, Fe3(PO4)2·8 H2O.

Ces phosphates du fer(II) sont présents dans la nature sous la forme de plusieurs minéraux, notamment :
- la graftonite (en), de composition (FeII,MnII,Ca)3(PO4)2[1] ;
- la sarcopside (it), de composition (FeII,MnII,Mg)3(PO4)2[2] ;
- la ludlamite (en), de composition (FeII,MnII,Mg)3(PO4)2·4 H2O[3] ;
- la vivianite, de composition Fe3(PO4)2·8 H2O.

## Phosphates de fer(III)
On connaît plusieurs phosphates de fer dans lesquels le fer est à l'état d'oxydation +III :
- le phosphate de fer(III) anhydre, FePO4 ;
- le phosphate de fer(III) dihydraté, FePO4·2 H2O ;
- le phosphate de fer(III) trihydraté, FePO4·3 H2O ;
- le phosphate de fer(III) tétrahydraté, FePO4·4 H2O.

Ces phosphates du fer(III) sont présents dans la nature sous la forme de plusieurs minéraux, notamment :
- l'hétérosite, de composition FePO4 ;
- la rodolicoïte (it), de composition FePO4[4]
- la phosphosidérite, de composition FePO4·2 H2O ;
- la strengite, de composition FePO4·2 H2O ;
- la koninckite (it), de composition FePO4·3 H2O[5].

## Phosphates mixtes
- Le phosphate de fer et de lithium est un phosphate mixte du fer(II) et du lithium, de formule LiFePO4.